# Volkswagen First Act
La Volkswagen First Act (GarageMaster) es un modelo de guitarra eléctrica creada por First Act en colaboración con Volkswagen.

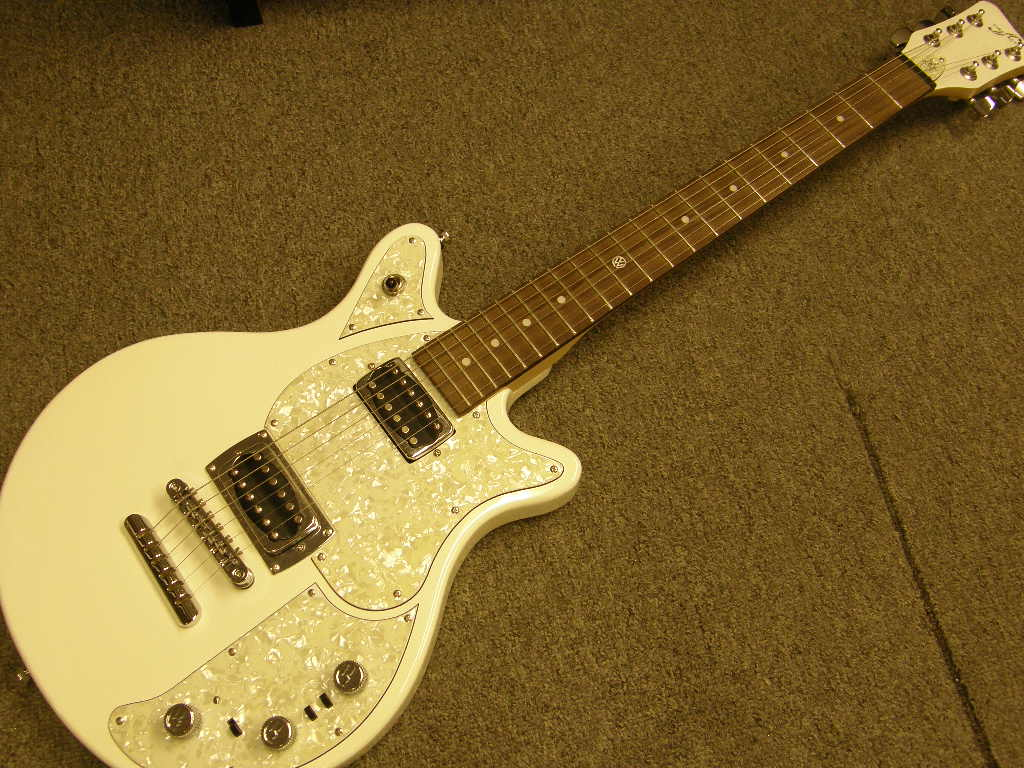
Guitarra First Act GarageMaster

Lanzada al mercado en 2006 como una promoción de Volkswagen, la guitarra cuenta con un preamplificador incorporado que permite, a través de la conexión con el sistema estéreo del vehículo, tocar y escuchar música sin necesidad de algún amplificador adicional. La campaña publicitaria desarrollada por Volkswagen incluyó comerciales con grandes guitarristas como John Mayer, Slash, y Christopher Guest, de forma tal incentivar la compra de vehículos.